# جون مورغان برايت
جون مورغان برايت هو محامي وسياسي أمريكي، ولد في 20 يناير 1817 في فايتيفيل في الولايات المتحدة، وتوفي بنفس المكان في 2 أكتوبر 1911. نشط حزبياً في الحزب الديمقراطي. وقد انتخب عضو مجلس نواب تينيسي ‏ وانتخب عضو مجلس النواب الأمريكي ‏.